# Unlimited Edition
Unlimited Edition — це альбом-компіляція гурту Can. Вийшов 1976 року як подвійний альбом, був розширеною версією LP Limited Edition 1974 року на лейблі United Artists Records, який, як випливає з назви, вийшов обмеженим накладом у 15 000 копій (були додані треки 14-19). Альбом зібрав невидану музику за всю історію гурту з 1968 по 1976 рік, і на ньому представлені обидва вокалісти гурту (Дамо Сузукі та Малкольм Муні). Фотографії для обкладинки були зроблені серед Мармурів Парфенона в галереї Duveen Британського музею.